# كارل ستوركن وإيفان روجرز
كارل ستوركن وإيفان روجرز (بالإنجليزية: Carl Sturken and Evan Rogers)‏ كاتبا أغاني و منتجان موسيقيان يعيشان بمدينة نيويورك بالولايات المتحدة الأمريكية. أنتجا من قبل أغاني ناجحة للمغنين روبين ستودارد ووايلد أورشيد وكريستينا أغويليرا وريانا. ساعدا في بناء مسار ريانا المهني، وهما مديرا شركة إنتاجها، وهي شركة إس آر بي (SRP).